# Salvatore Giuliano (musical)
Salvatore Giuliano è  un'opera musicale (o opera rock) composta da Dino Scuderi, che ha debuttato in prima assoluta l'11 luglio del 2001 al Teatro Antico di Taormina, inaugurando il cartellone teatrale del festival Taormina Arte diretto quell'anno da Giorgio Albertazzi. 
La regia era di Armando Pugliese e gli interpreti principali Giampiero Ingrassia (Salvatore Giuliano) e Tosca (Mariannina Giuliano). Il ruolo della giornalista svedese Maria Cyliakus è stato interpretato da attrice croata Elis Lovrić.
Nel 2011 il musical di Scuderi viene riproposto con la regia di Giampiero Cicciò (sempre con Ingrassia nel ruolo di Giuliano e con Barbara Cola nel ruolo di Mariannina).
Nel musical si raccontano le vicende del celebre bandito siciliano Salvatore Giuliano.